# Agnès Varda
Agnès Varda, född 30 maj 1928 i Ixelles, Belgien, död 29 mars 2019 i Paris, var en fransk filmregissör.

## Biografi
Under 1960-talet var Agnès Varda den enda kvinnliga filmregissören som slog igenom i och med den franska nya vågen. Hon var gift med filmregissören Jacques Demy, och hon regisserade tre filmer baserade på honom eller hans verk: Lille Jacques från Nantes (1991), Flickorna fyller 25 (1993) och L'Univers de Jacques Demy (1995).
Agnès Varda arbetade med såväl spel- som dokumentärfilm. Dessutom var hon verksam som fotograf och bildkonstnär. Hennes karriär som filmare inleddes med La Pointe courte (1954), en film som kan ses som en föregångare till den franska nya vågen.
Agnès Varda brukar grupperas tillsammans med Alain Resnais, Chris Marker och William Klein under rubriken "Rive Gauche" (i engelsk litteratur: "The Left Bank Group"). Dessa filmare experimenterade med form och teman som ligger nära modernistiska strömningar inom bildkonst och litteratur, och var mindre inspirerade av amerikansk populärfilm än franska nya vågens förgrundsfigurer. Varda myntade begreppet "cinécriture" (från franskans "écriture" = skrift, skrivande) för att beskriva sitt arbete som regissör, ett ord som för henne innebär alla de kreativa processer som leder fram till själva filmen, oavsett om den har ett manus eller ej. På senare år uppmärksammades hon för de personliga essäfilmerna Efterskörd (Les Glaneurs et la Glaneuse, 2000) och Agnes stränder (Les Plages d'Agnès, 2008).
Agnès Varda utsågs 2008 till hedersdoktor vid konstnärliga fakulteten vid Göteborgs universitet.

## Filmografi i urval
- 1954 – La Pointe courte
- 1958 – Du côté de la côte
- 1958 – Les Opéra mouffe
- 1958 – Ô saisons, ô châteaux
- 1962 – Cléo från 5 till 7
- 1963 – Salut les Cubains
- 1965 – Min lycka
- 1966 – Varelserna
- 1967 – Oncle Yanco
- 1967 – Loin du Viêt-nam
- 1969 – Lions Love
- 1975 – Réponses de femmes
- 1976 – Daguerrotyper
- 1985 – Vagabond
- 1988 – Kung-fu master!
- 1988 – Jane B. par Agnes V.
- 1991 – Lille Jacques från Nantes
- 1993 – Flickorna fyller 25
- 1995 – De 101 nätterna
- 1995 – L'Univers de Jacques Demy
- 2000 – Efterskörd
- 2008 – Agnès stränder
- 2017 – Faces, Places (dokumentär)
- 2019 – Varda av Agnès

## Utmärkelser
- Louis Delluc-priset, för Min andra familj,  1964
- Césarpriset för bästa kortdokumentär, för Ulysse,  1984
- Guldlejonet, för Vagabond,  1985
- Los Angeles Film Critics Association Award för bästa utländska film, för Vagabond,  1986
- European Film Award för bästa dokumentär, för Efterskörd, med  Ciné-Tamaris,  2000[15]
- National Society of Film Critics Award för bästa dokumentärfilm, för Efterskörd,  2001
- Hederscésar,  2001
- Konrad Wolfpriset,  oktober 2001[16]
- René Clairpriset,  2002
- Hedersdoktor vid Göteborgs universitet,  24 oktober 2008[17]
- National Society of Film Critics Award för bästa dokumentärfilm, för Agnès stränder,  2009
- Césarpriset för bästa dokumentär, för Agnès stränder,  2009
- Carrosse d'or,  2010
- Hedersdoktor vid Universitetet i Liège,  2010[18]
- Storkorset av Nationalförtjänstorden,  14 maj 2013[19]
- Hedersmedborgare i Bryssel,  25 september 2013[20]
- Hedersleopard,  2014
- Europeiska filmakademins livsgärningspris,  2014[21]
- Palme d'honneur,  2015
- Max Beckmann-priset,  2016
- Œil d'or, för Faces Places - på resa med Agnès Varda och JR,  2017
- Donostiapriset,  2017
- Storofficer av Hederslegionen,  14 april 2017[22]
- Heders-Oscar,  11 november 2017

[Redigera Wikidata]

## Utställningar
- Agnès Varda på Bildmuseet, Umeå Universitet, från 2013-06-02 till 2013-08-18 [23]